# Hans-Georg Kulik
Hans-Georg Kulik (* 2. Januar 1954 in Hannover) ist ein ehemaliger deutscher Fußballspieler.

## Karriere
Kulik wurde zur Saison 1973/74 aus der Amateurmannschaft von Hannover 96 in den Profikader von Trainer Hannes Baldauf aufgenommen, gemeinsam mit seinen Mitspielern Karl-August Herbeck und Bernd Vesely. In seinem ersten Jahr kam er zu keinem Einsatz, ab der Saison 1974/75 bestritt er unter dem neuen Trainer Helmut Kronsbein 18 Einsätze in der 2. Bundesliga und erzielte dabei zwei Tore. Mit Hannover 96 wurde er vor Bayer 05 Uerdingen Meister in der Nordstaffel und stieg in die Bundesliga auf. Nach der Saison 1975/76, Kulik kam zu acht Einsätzen, stieg Hannover als Tabellensechzehnter wieder ab. Kulik spielte mit Hannover 96 die nächsten vier Jahre in der 2. Bundesliga, dann wechselte er zum Stadtrivalen OSV Hannover. Danach ließ er seine Karriere mit ein paar Monaten bei Preußen Hameln ausklingen.